# 拉祖爾內

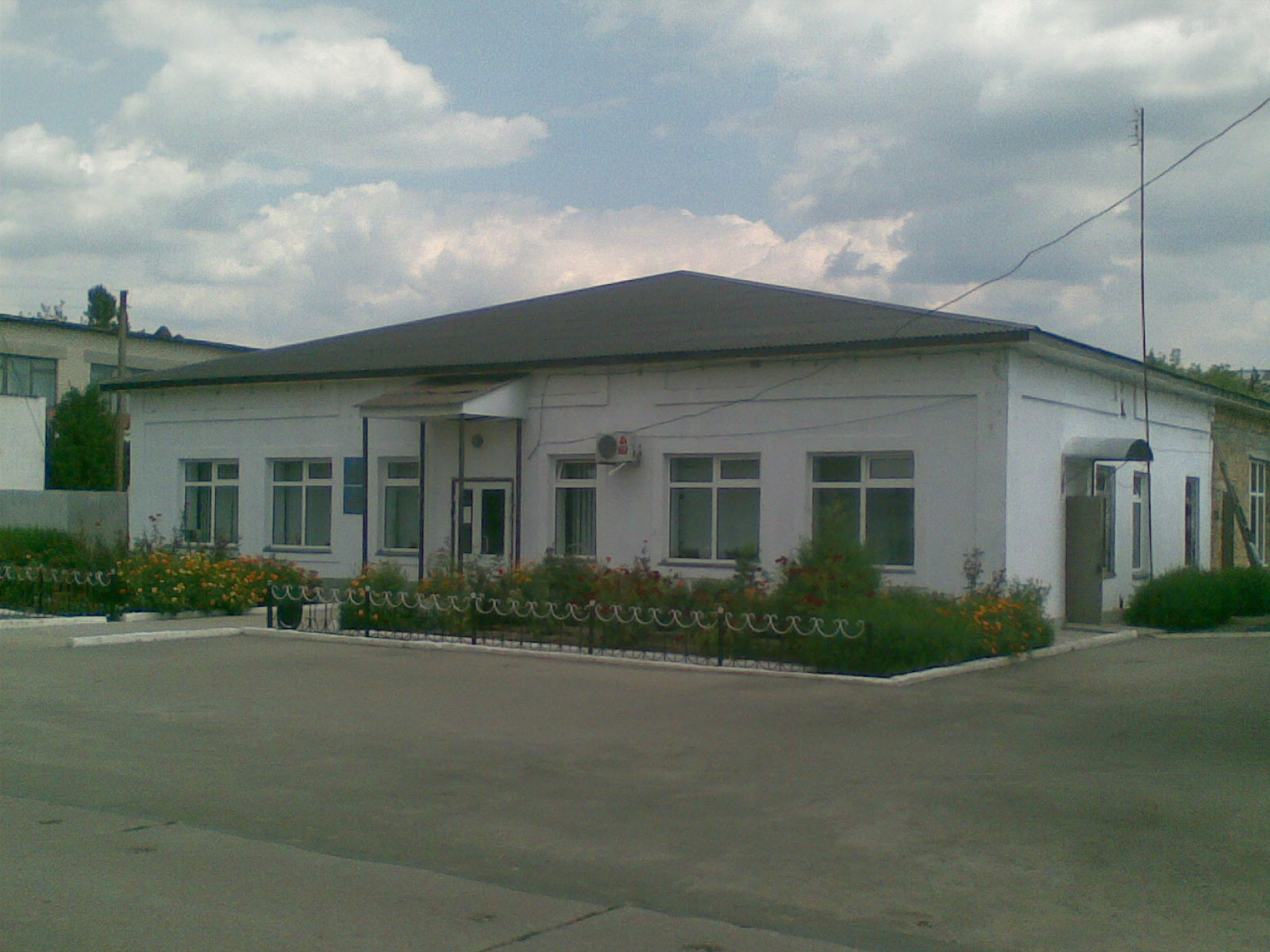
镇议会

拉祖爾内（羅馬化：Lazurne）是烏克蘭南部赫爾松州斯卡多夫斯克區拉祖尔内市镇内的市級鎮，及该市镇的行政中心。距離斯卡多夫斯克28公里和赫爾松100公里，始建於1920年，面積71.53平方公里，2011年人口3,214，人口密度每平方公里44.93人。